# Мишин, Алексей Владимирович
Алексей Владимирович Ми́шин (род. 8 февраля 1979 года, Рузаевка, Мордовская АССР) — российский борец греко-римского стиля. Олимпийский чемпион 2004 года, чемпион мира 2007 года, шестикратный чемпион Европы (2001, 2003, 2005, 2007, 2009, 2013), майор.

## Спортивные достижения
- — Гран-при Ивана Поддубного 2007;
- — Гран-при Ивана Поддубного 2009;
- — Гран-при Ивана Поддубного 2011;
- — Гран-при Ивана Поддубного 2012;
- — Гран-при Ивана Поддубного 2013;
- — Гран-при Ивана Поддубного 2014;

В 2012–2022 годах состоял в браке с Софьей Великой, в браке родились сын Олег (2013) и дочь Зоя (2017).

## Награды и звания
- Орден Дружбы — За большой вклад в развитие физической культуры и спорта и высокие спортивные достижения  (2006)[1]
- «Почетный гражданин Республики Мордовия» (2004).
- Заслуженный мастер спорта России

## Интервью
- Алексей Мишин: «Главная моя мечта — победа на чемпионате мира»